# Normand Séguin
 (décembre 2017).
Si vous disposez d'ouvrages ou d'articles de référence ou si vous connaissez des sites web de qualité traitant du thème abordé ici, merci de compléter l'article en donnant les références utiles à sa vérifiabilité et en les liant à la section « Notes et références ».
Pour les articles homonymes, voir Seguin.
Normand Séguin (né en 1944) est un historien, un géographe et un sociologue québécois. Son œuvre majeure est l'Atlas historique du Québec. 
Sur le plan canadien, il est l'auteur de l'Atlas historique du Canada. Il est de plus le créateur du Centre interuniversitaire d'études québécoises. 
Ronald Rudin le cite dans son célèbre article sur l'historiographie québécoise.

## Honneurs
- Prix Lionel-Groulx, 1984, 1996
- Membre de la société royale du Canada, 1990
- Prix d'excellence en enseignement aux études avancées, 1997
- Prix Jacques-Rousseau, 2001
- Certificat de la Société historique du Canada
- Chevalier de l'Ordre National du Québec, 2008.